# (153686) Pathall
(153686) Pathall est un astéroïde de la ceinture principale.

## Description
(153686) Pathall est un astéroïde de la ceinture principale. Il fut découvert le 14 octobre 2001 à l'observatoire d'Apache Point par le programme Sloan Digital Sky Survey. Il présente une orbite caractérisée par un demi-grand axe de 2,69 UA, une excentricité de 0,15 et une inclinaison de 3,9° par rapport à l'écliptique.

## Compléments